# Erwin Leder
Erwin Leder (Sankt Pölten, 30 luglio 1951) è un attore austriaco.

## Carriera
Leder è diventato noto a livello internazionale nel 1981 interpretando il capo meccanico Johann nel film U-Boot 96 di Wolfgang Petersen. Nel 1983 ha interpretato il protagonista psicopatico in Angst di Gerald Kargl. Nel corso della sua carriera ha ottenuto vari ruoli in progetti cinematografici internazionali, tra cui I tre moschettieri, Schindler's List - La lista di Schindler e Underworld.

## Filmografia parziale

### Cinema
- U-Boot 96 (Das Boot), regia di Wolfgang Petersen (1981)
- Angst, regia di Gerald Kargl (1983)
- I tre moschettieri (The Three Musketeers), regia di Stephen Herek (1993)
- Schindler's List - La lista di Schindler (Schindler's List), regia di Steven Spielberg (1993)
- Underworld, regia di Len Wiseman (2003)
- Klimt, regia di Raúl Ruiz (2006)
- Taxidermia, regia di György Pálfi (2006)

### Televisione
- Il treno di Lenin – miniserie TV, 2 puntate (1988)
- Polizeiruf 110 – serie TV, episodio 23x07 (1994)
- Il commissario Rex (Kommissar Rex) – serie TV, episodi 1x07-5x06 (1994-1999)
- Tatort – serie TV, episodio 1x341 (1996)
- OP ruft Dr. Bruckner - Die besten Ärzte Deutschlands - serie TV, 46 episodi (1996-2000)
- Squadra Speciale Cobra 11 (Alarm für Cobra 11 - Die Autobahnpolizei) – serie TV, episodio 2x08 (1997)
- HeliCops (HeliCops - Einsatz über Berlin) – serie TV, episodio 2x01 (1997)
- Squadra Speciale Vienna (SOKO Donau) – serie TV, episodio 3x04 (2007)

### Doppiatore
- Tiffany e i tre briganti (Die Drei Räuber), regia di Hayo Freitag (2007)

## Doppiatori italiani
Nelle versioni in italiano dei suoi lavori, Erwin Leder è stato doppiato da:
- Dario Penne in Underworld[1]
- Gianluca Machelli in Klimt[2]

Da doppiatore è sostituito da:
- Luca Dal Fabbro in Tiffany e i tre briganti